# La Pommeraye (Saint-Désir)
Pour les articles homonymes, voir Pommeraye.
La Pommeraye est une ancienne commune française[réf. nécessaire] du département du Calvados. Elle n'a connu qu'une brève existence : avant 1794, la commune est supprimée et rattachée à Saint-Désir.

## Source
- Des villages de Cassini aux communes d'aujourd'hui, « Notice communale : La Pommeraye », sur ehess.fr, École des hautes études en sciences sociales.